# Zeno Graton
Zeno Graton, né en 1990 à Bruxelles, est un réalisateur et scénariste belge.

## Biographie
Zeno Graton est le fils du photographe et auteur Philippe Graton, et petit-fils du dessinateur de bande dessinée Jean Graton. Il se forme à l'INSAS en direction photo, et y filme les courts-métrages Corps Conducteurs en 2011, Mouettes en 2013 et Jay parmi les hommes en 2015. Il a continué de travailler sur ses projets lors de son séjour à La Résidence de Cinéfondation pendant l'automne et l'hiver 2016-17.
En 2023, Zeno Graton sort son premier long métrage Le Paradis qui est sélectionné à la Berlinale 2023.
Il a des originies tunisiennes et s'identifie comme queer,.
Il a fait partie du jury de la Queer Palm du Festival de Cannes 2023.

## Distinctions
Mouettes a été récompensé au festival du film de Namur et au festival des courts-métrages de Bruxelles, et Jay parmi les hommes s'est vu sélectionné pour le Magritte du meilleur court-métrage de fiction de 2016.
Son premier long métrage Le Paradis a été sélectionné à la Berlinale 2023 dans la catégorie « Generation 14plus » et a concouru pour le Teddy Award.
Le Paradis a obtenu le Prix du meilleur long métrage au Festival du film Lovers 2023.